# Gambusia wrayi
Gambusia wrayi är en fiskart som beskrevs av Regan, 1913. Gambusia wrayi ingår i släktet Gambusia och familjen Poeciliidae. Inga underarter finns listade i Catalogue of Life.